# Siêu âm

Dải tần số ứng với siêu âm, và một số dải ứng dụng

Siêu âm là âm thanh có tần số vượt ngưỡng phạm vi tần số tối đa mà tai người nghe thấy được. Tần số tối đa này tùy vào từng người, nhưng thông thường nó vào cỡ 20.000 Hz. Trái ngược với siêu âm, các âm thanh có tần số thấp hơn ngưỡng nghe được bởi tai người (thường vào khoảng 20 Hz) là hạ âm.
Siêu âm có thể lan truyền trong nhiều môi trường tương tự như môi trường lan truyền của âm thanh, như không khí, các chất lỏng và rắn, và với tốc độ bằng tốc độ âm thanh. Do cùng tốc độ lan truyền, trong khi có tần số cao hơn, bước sóng của siêu âm ngắn hơn bước sóng của âm thanh. Nhờ bước sóng ngắn, độ phân giải của ảnh chụp siêu âm thường đủ để phân biệt các vật thể ở kích thước cỡ centimét hoặc milimét. Do đó siêu âm được ứng dụng trong chẩn đoán hình ảnh y khoa (siêu âm y khoa)  hoặc chụp ảnh bên trong các cấu trúc cơ khí trong kiểm tra không phá hủy. Nhờ khả năng không bị nhận biết được bởi người, sóng siêu âm còn được dùng trong các ứng dụng quan trắc khác, như để đo khoảng cách hay vận tốc. Ngoài ra còn có nhiều ứng dụng siêu âm khác như làm sạch bằng siêu âm, hàn siêu âm, ứng dụng siêu âm trong hóa học, sinh học,...
Siêu âm có thể được tạo ra từ một số loại loa, từ dao động của tinh thể áp điện. Trong tự nhiên, nhiều loài động vật có thể tạo ra hoặc cảm nhận được siêu âm, ví dụ như dơi là loài có thị giác kém phát triển nhưng tạo ra và cảm nhận siêu âm để xác định các vật thể trong không gian xung quanh.
Cá voi, cá heo dùng siêu âm để liên lạc và định vị đối tượng xung quanh. Một số loài như cá voi trắng vùng Amazon tự chỉnh cường độ phát, khi bắt mồi thì dùng siêu âm mạnh để gây tê liệt cá.
Dơi có thể phát ra âm cao từ 50.000 Hz đến 70.000 Hz để bắt mồi. Khi sóng siêu âm gặp vật cản thì sẽ phản xạ lại.Dụa vào phản xạ mà nhận ra vật cản